# Peissen (Holstein)
Peissen ist eine Gemeinde im Kreis Steinburg in Schleswig-Holstein.

## Geografie

### Geografische Lage
Das Gemeindegebiet von Peissen erstreckt sich im Naturraum Heide-Itzehoer Geest (Haupteinheit Nr. 693) im Naturpark Aukrug.  Die Rantzau und Bekau fließen in der Gemeinde.

### Gemeindegliederung
Die Gemeinde Peissen gliedert sich siedlungsgeografisch in mehrere Wohnplätze. Neben dem namensgebenden Dorf befinden sich auch  die Häusergruppen Peissener Pohl und Tipohl, außerdem die Hofsiedlung Helenenhof im Gemeindegebiet.

### Nachbargemeinden
Direkt angrenzende Gemeindegebiete von Peissen sind:
|       | Reher, Jahrsdorf                            |        |
| Looft | Kompassrose, die auf Nachbargemeinden zeigt | Silzen |
|       | Drage, Hohenlockstedt                       |        |

## Geschichte
Peissen wurde 1380 erstmals erwähnt. Im Jahre 1482 verkaufte Peter Rantzau das Dorf an das Kloster Itzehoe.

## Politik

### Gemeindevertretung
Bei der Kommunalwahl am 14. Mai 2023 wurden insgesamt neun Sitze vergeben. Diese fielen erneut alle an die Kommunale Wählervereinigung Peissen. Die Wahlbeteiligung betrug 72,4 %.

### Wappen
Blasonierung: „Von Silber und Gold durch einen schräglinken grünen Wellenbalken gesenkt geteilt. Oben ein rotes achtspeichiges Rad in einem Kranz von acht grünen Birkenblätter, unten eine rote Urne.“
Das Wappen der Gemeinde ist schräg geteilt durch das grüne Band des Ochsenweges, der seit Jahrhunderten durch die Gemeinde führt. Der Kranz aus Birkenblättern steht für die acht Hufe, aus denen Peissen entstand. Das Rad im Inneren des Kranzes verweist auf die Land- und Forstwirtschaft, die noch immer die Haupterwerbszweige der Gemeinde bilden. Die tönerne Urne erinnert an die frühzeitlichen Funde auf dem Gemeindegrund, die davon zeugen, dass die Gegend bereits zur Zeit der Völkerwanderung besiedelt war.

## Verkehr
Peissen liegt an der Bundesstraße 77 zwischen Itzehoe und Hohenwestedt.

## Sehenswürdigkeiten
Vor dem Schierenwald westlich des Ortes befindet sich das Peissener Loch, eine grüne Senke unter der sich ein Salzstock mit einer Kappe aus Kalk und Gips befindet. Die vom Grundwasser in der Tiefe ausgewaschenen Hohlräume stürzten mit der Zeit ein.